# Asociación Nacional para el Estudio de Problemas Actuales
Asociación Nacional para el Estudio de los Problemas Actuales (ANEPA) fou una associació del Movimiento Nacional, creada el 1969 per a organitzar conferències i altres actes culturals en el tardofranquisme. El seu president fou Enrique Thomas de Carranza i d'altres membres destacats foren José Ramón Alonso i Pedro Perez Alhama. El 1975 va promoure una associació política, Nueva Política Española, que no va fructificar, i fins i tot van pensar a canviar-li el nom per Asociación Popular Democrática. Tot i el seu fort anticomunisme, es mostraren partidaris d'una democràcia liberal. A les eleccions generals espanyoles de 1977 va obtenir 18.113 vots. El 1977 es va integrar en Aliança Popular.